# Ana María Barrenechea Grünwald
Ana María Barrenechea Grünwald (1928-19 de marzo de 2017) fue una arquitecta chilena, egresada de la Facultad de Arquitectura y Urbanismo de la Universidad de Chile en el año 1952 y docente de la misma casa de estudios. Fue socia de BEL Arquitectos junto a Francisco Ehijo y a su esposo, el también arquitecto Miguel Lawner.
Fue miembro del Colegio de Arquitectos de Chile desde la década de 1950 y fundadora del Comité de Derechos Humanos, donde presidió hasta 2004, trabajando por la memoria de los arquitectos detenidos desaparecidos durante la dictadura en Chile. Fue merecedora del Premio Alberto Risopatrón, otorgado por el mismo Colegio de Arquitectos por su labor gremial dentro de la institución.  También fue Presidenta de la Caja Central de Ahorros y Préstamos durante el gobierno de la Unidad Popular (UP) de Salvador Allende. En noviembre de 1970, asumieron cargos de ejecutivos del Ministerio de la Vivienda.

## Biografía
Hija de Eduardo Barrenechea y Amada Grünwald, o Luba, como era conocida su madre, ambos profesores titulados del Instituto Pedagógico. Cuando tenía tres años, su padre murió en un accidente automovilístico, dejando a su madre viuda con dos niños pequeños, ella y su hermano Eduardo de dos años.

### Estudios superiores
Ingresa a la Escuela de Arquitectura de la Universidad de Chile en el año 1946, siendo su maestro Tibor Weiner durante sus primeros dos años de la carrera, con quien se reencontró luego de un tiempo, en 1963 en la realización de un Congreso Mundial de Arquitectos organizado por la Unión Internacional de Arquitectos (UIA), en La Habana, finalizando en Ciudad de México.
Durante su segundo año de educación superior Barrenechea y Lawner fueron nombrados como ayudantes del curso del doctor Garcíatello. Para cuando cursaban el tercero, la madre de ella les encarga la construcción de la casa vacacional en Las Vertientes, proyecto que aceptaron por el desafío que ello implicaba. La construcción constaba de una vivienda de dos cuerpos de 4x7 m cada uno (56 m² totales) , dispuestos en forma de L, donde el ala norte-sur concentraba el estar comedor y el ala oriente-poniente dormitorios, baño y cocina. Recibiendo innumerables elogios cuando fue finalmente terminada. Es, durante este proyecto, cuando ella y Lawner comienzan su noviazgo.
Luba Grünwald, años más tarde vendió el terreno, siendo aparentemente demolida la vivienda, para la construcción de unas cabañas turísticas.
Junto a Lawner y Sergio González, realizan un seminario de investigación titulado Antecedentes para una Planificación Rural, analizando la crisis de la agricultura chilena, la naturaleza y la necesidad de una reforma en el área agraria, todo esto en la comuna de Paine, donde localizarían su proyecto de título.
En el marco de la Reforma Agraria, formulan como proyecto de título, la Remodelación de la Hacienda y del pueblo de Hospital, donde la Iglesia Católica era dueña de la hacienda, la cual se dispuso a subdividir el predio en favor de sus empleados. Pensaron en aprovechar el terreno y la infraestructura existente en la estación ferrocarril Hospital, planeando la construcción de viviendas para los campesinos, un teatro, mercado, escuela, posta de salud y canchas deportivas, incluyendo una mejora en la estación de ferrocarriles. Siendo calificados con distinción máxima y expuestos públicamente en la escuela.
En mayo de 1951 contrajo matrimonio con Miguel Lawner, con quien tuvo dos hijos, Andrés y Alicia.

## Actividad Profesional

### BEL Arquitectos
En 1956 inició la oficina BEL Arquitectos junto a su marido, permaneciendo hasta el 2007, pese al exilio (1975-1984), que perjudicó a los tres integrantes. BEL Arquitectos existió durante cincuenta años, enfrentando la consolidación del Movimiento Moderno arquitectónico. Carlos Albrecht también formó parte en un inicio, pero se separó tiempo más tarde.
En 1956 fueron contratados como asesores técnicos por la Cooperativa de Viviendas Malaquías Concha, un enorme grupo habitacional de La Granja, quien  les ofreció una amplia sala en sus dependencias administrativas en Av. Bulnes 147, siendo este el primer estudio profesional de la oficina de arquitectos BEL. En 1962 se independizan de la Cooperativa Malaquías Concha, arrendando un departamento en Calle Carmen 69. Posteriormente, en 1966, se mudan a un departamento ubicado en Calle Villavicencio 378.
Se centran en la construcción de viviendas. La primera de las casas que construyeron fue la del doctor Alejandro Jaque en las Condes, de estilo Japonés. También diseñaron las viviendas del doctor Moisés Brodsky, Vitacura, incluyendo a Sofía Volosky, Sergio Volosky, Jorge Inzunsa, entre otros. También diseñaron un local comercial en calle Ahumada, para los hermanos Juan y Virgilio Scappini.

### Premios
- 1960: obtuvieron el segundo premio en el concurso para la población Fitz Roy en Punta Arenas.
- 1961: Segundo premio en la población Lord Cochrane, Valparaíso.
- 1961: Tercer premio en Población Diego Echeverría de Quillota.
- 1964: Tercer premio en el concurso para la Población ex Chacra Valparaíso, hoy Villa Frei en Ñuñoa.
- 1966: Segundo Premio en concurso Población Parque Koke de Rancagua.
- 1968: ganaron asociados con el TUA el concurso privado de INACAP, para la construcción de una sede en Talcahuano.
- 1970: Primer lugar en concurso Remodelación Parque Inés de Suárez, Providencia. Construyéndose solo una primera parte de este conjunto.
- 1988: obtuvieron el tercer premio en el concurso de Anteproyectos para la Municipalidad de Ancud.

## Dictadura Militar
Durante la dictadura de Augusto Pinochet, Miguel y Ana María tuvieron diversos problemas debido a su posición política, por lo que Miguel fue detenido después del golpe militar, quedando Anita y Francisco a cargo de mantener en pie la oficina de arquitectos.
Miguel Lawner fue detenido y enviado al Campo de Concentración de Isla Dawson, en la zona austral de Chile. Luego trasladado al campo de prisioneros en Ritoque donde por medio de dibujos dejó en evidencia las torturas y trabajos forzados que tuvo que enfrentar durante ese tiempo. Lo que conllevó a que Anita haya sido secuestrada una vez  por la DINA llevada a Villa Grimaldi para interrogarla sobre los títulos de estos dibujos, los que creían eran mensajes secretos hacia ella. Siendo abandonado finalmente en la Calle Vicuña Mackenna Sur. Quince días más tarde le llega un sobre con los dibujos faltando seis, los cuales ella cuidó por un tiempo.
Les dieron asilo en Dinamarca gracias a las gestiones de un colaborador de Miguel en la CORMU, que fue refugiado un año antes en ese país.

### Exilio en Dinamarca
Partieron a Dinamarca Ana María, Miguel y su hija Alicia en junio de 1975. Meses más tarde los siguió su hijo Andrés, su esposa Rebeca y un hijo de ocho meses de edad. Permanecieron casi nueve años en ese país desde 1975-1984, Andrés sin embargo, se queda durante 18 años más, falleciendo lejos de Chile víctima de un accidente.
En Dinamarca formó parte del equipo docente de la Escuela de Arquitectura de Copenhague junto a Miguel.
Dentro del tiempo que estuvieron en exilio realizaron diversos viajes de estudio alrededor de Europa.
En diciembre de 1983, recibieron en Copenhague un télex de la Vicaría de la Solidaridad informando la autorización de retornar a Chile, viajando a comienzos de marzo de 1984 de regreso a Chile.

## Muerte
Finalmente, el 19 de marzo de 2017 ocurre su deceso. Sus funerales se realizaron el día lunes 20 de marzo en el Cementerio Parque del Recuerdo, luego de una ceremonia homenaje que se realizó en el auditorio del Colegio de Arquitectos de Chile, que reunió familiares, amigos y colegas.